# Cecidophyes potentillae
Cecidophyes potentillae är en spindeldjursart som först beskrevs av Johan Ivar Liro 1940.  Cecidophyes potentillae ingår i släktet Cecidophyes, och familjen Eriophyidae. Arten är reproducerande i Sverige.